# Pan Buřtík a pan Špejlička
Pan Buřtík a pan Špejlička je dětská kniha spisovatele, herce a scenáristy Zdeňka Svěráka. Poprvé vyšla v nakladatelství Albatros v roce 1971 pod názvem Pan Buřtík & pan Špejlička. O rok později vyšel příběh druhý, roku 2010 pak Zdeněk Svěrák dopsal příběh třetí. Všechny tři pohádky vyšly pod souborným názvem Pan Buřtík a pan Špejlička, opět v Albatrosu.
Příběh je založen na rozdílnosti obou hrdinů. Pan Buřtík je příliš silná postava, naopak pan Špejlička příliš štíhlá a vysoká postava. Oba stále cestují a prožívají veselé příhody. Jedna z mnoha příhod byla, když pan Buřtík potřeboval jet vlakem a nevešel se do něho, pan Špejlička mu poradil, ať jede jako spoluzavazadlo ve služebním voze.